# Rudolf Baláž
Rudolf Baláž, né le 20 novembre 1940 à Nevoľné et mort le 27 juillet 2011 à Banská Bystrica, est un prêtre catholique romain slovaque, évêque du diocèse de Banská Bystrica de 1990 à 2011.

## Biographie
Rudolf Baláž est né en 1940 à Nevoľné à côté de Žiar nad Hronom (Slovaquie).
Il fait ses études de théologie de 1958 à 1963 à la Faculté de théologie Cyrille et Méthode de l'Université Comenius de Bratislava. Il est ordonné prêtre le 23 juin 1963.
De 1963 à 1970 il est vicaire dans des paroisses à Brezno, Krupina, Vrútky, Kláštor pod Znievom et Vrícko. Dans les années 1968-1970, il travaille à la chancellerie de l'évêché.
En 1970, il fait fonction de curé de la paroisse de Pitelová, mais le régime communiste lui refuse l’autorisation d'exercer et jusqu'en 1982 il doit travailler comme conducteur de tracteur ou comme chauffeur de camion. Durant cette période, il organise néanmoins la construction dans son village natal d'une nouvelle église.
De 1982 à 1990, il administre la paroisse de Turčiansky Peter.
En 1990 le cardinal Tomko le consacre évêque du diocèse de Banská Bystrica. Il choisit comme devise Veritas liberabit vos (La Vérité vous rendra libre, Jn 8, 32.).
D'avril 1994 à août 2000 Mgr Baláž préside la Conférence des évêques slovaques.
Mgr Rudolf Baláž est connu pour la fermeté avec laquelle il donnait son opinion sur les politiciens, même catholiques. Sous le gouvernement de Vladimír Mečiar il a défendu publiquement le président Michal Kováč dans son conflit avec le HZDS et s'est opposé aux mesures contre les minorités hongroises et roms. Il a alors été accusé de complicité sur des trafics d’œuvre d'art (dont il a été par la suite complètement blanchi). Il a également critiqué l'ancien gouvernement démocrate-chrétien de Mikuláš Dzurinda (sur les rapports avec le Vatican) et la présidente du gouvernement Iveta Radičová (sur l'IVG).
Il meurt subitement dans son bureau le 27 juillet 2011 d'une embolie artérielle pendant une réunion. Il est enterré à Nevoľné.